# Chauvigny
Chauvigny – miejscowość i gmina we Francji, w regionie Nowa Akwitania, w departamencie Vienne.
Według danych na rok 1990 gminę zamieszkiwało 6665 osób, a gęstość zaludnienia wynosiła 69 osób/km² (wśród 1467 gmin regionu Poitou-Charentes Chauvigny plasuje się na 22. miejscu pod względem liczby ludności, natomiast pod względem powierzchni na miejscu 3.).

## Miasta partnerskie
- Trino, Włochy, od 1961 roku
- Geisenheim, Niemcy, od 1970 roku
- Banfora, Burkina Faso, od 1974 roku
- Billericay, Anglia, od 2005 roku